# Alex Cisar
Alex Cisar (ur. 5 kwietnia 2000 w Kranju) – słoweński biathlonista, wielokrotny medalista mistrzostw świata juniorów.
Pierwsze sukcesy w karierze osiągnął w 2019 roku, kiedy podczas mistrzostw świata juniorów młodszych w Osrblie zdobył złote medale w sprincie i biegu pościgowym oraz srebrny medal w sztafecie. Na rozgrywanych rok później mistrzostwach świata juniorów w Lenzerheide był trzeci w biegu pościgowym. Ponadto zajął drugie miejsce w biegu indywidualnym na mistrzostwach świata juniorów w Obertilliach w 2021 roku.
W Pucharze Świata zadebiutował 30 listopada 2020 roku w Östersund, gdzie zajął 22. miejsce w sztafecie mieszanej. Pierwsze punkty zdobył 22 stycznia 2021 roku w Anterselvie, zajmując 36. miejsce w biegu indywidualnym.
W 2021 roku wystąpił na mistrzostwach świata w Pokljuce, gdzie zajął 48. miejsce w biegu indywidualnym oraz ósme w sztafecie.

## Osiągnięcia

### Mistrzostwa świata
| Rok  | Miejscowość | Konkurencje | Konkurencje | Konkurencje | Konkurencje | Konkurencje | Konkurencje | Konkurencje |
| Rok  | Miejscowość | IN          | SP          | PU          | MS          | RL          | MR          | SR          |
| ---- | ----------- | ----------- | ----------- | ----------- | ----------- | ----------- | ----------- | ----------- |
| 2021 | Pokljuka    | 48.         | –           | –           | –           | 8.          | –           | –           |
| 2023 | Oberhof     | 19.         | 54.         | 30.         | 17.         | 9.          | –           | –           |

### Mistrzostwa świata juniorów

#### Junior młodszy
| Rok  | Miejscowość      | Konkurencje | Konkurencje | Konkurencje | Konkurencje | Konkurencje | Konkurencje | Konkurencje |
| Rok  | Miejscowość      | IN          | SP          | PU          | MS          | RL          | MR          | SR          |
| ---- | ---------------- | ----------- | ----------- | ----------- | ----------- | ----------- | ----------- | ----------- |
| 2016 | Cheile Grădiştei | 35.         | 14.         | 13.         | nd.         | 12.         | nd.         | nd.         |
| 2017 | Osrblie          | 9.          | 21.         | 15.         | nd.         | 11.         | nd.         | nd.         |
| 2018 | Otepää           | 11.         | 4.          | 7.          | nd.         | 5.          | nd.         | nd.         |
| 2019 | Osrblie          | 8.          | 1.          | 1.          | nd.         | 2.          | nd.         | nd.         |

#### Junior
| Rok  | Miejscowość  | Konkurencje | Konkurencje | Konkurencje | Konkurencje | Konkurencje | Konkurencje | Konkurencje |
| Rok  | Miejscowość  | IN          | SP          | PU          | MS          | RL          | MR          | SR          |
| ---- | ------------ | ----------- | ----------- | ----------- | ----------- | ----------- | ----------- | ----------- |
| 2020 | Lenzerheide  | 16.         | 11.         | 3.          | nd.         | 10.         | nd.         | nd.         |
| 2021 | Obertilliach | 2.          | 22.         | 7.          | nd.         | 4.          | nd.         | nd.         |

### Puchar Świata

#### Miejsca w klasyfikacji generalnej
| Sezon     | Miejsce           |
| --------- | ----------------- |
| 2019/2020 | -                 |
| 2020/2021 | 92.               |
| 2021/2022 | niesklasyfikowany |
| 2022/2023 | 51.               |